# آر بی ایکس
اریک دوئین کالینز (به انگلیسی: Eric Dwayne Collins) زادهٔ ۲۰ ژوئن ۱۹۶۸ ‏(۵۶ سال)رپر آمریکایی اهل لانگ بیچ، کالیفرنیا می‌باشد. او بیشتر با نام هنری آر بی ایکس (به انگلیسی: RBX) شناخته شده است. آر بی ایکس (RBX) سرواژه عبارت (Reality Born Unknown) است که در فارسی «حقیقت، ناشناخته متولد شده» می‌شود. او همچنین عضو لیبل‌های معروفی چون دت رو رکوردز، افترمث، اینتراسکوپ رکوردز بوده‌است و اکنون در داگی استایل رکوردز فعالیت می‌کند. او در آلبوم‌های مزمن، داگی‌استایل و مارشال مترز ال‌پی نیز حضور داشته.